# SLC38A8
SLC38A8 (англ. Solute carrier family 38 member 8) – білок, який кодується однойменним геном, розташованим у людей на 16-й хромосомі. Довжина поліпептидного ланцюга білка становить 435 амінокислот, а молекулярна маса — 46 731.
| 10         |  | 20         |  | 30         |  | 40         |  | 50         |
| ---------- |  | ---------- |  | ---------- |  | ---------- |  | ---------- |
| MEGQTPGSRG |  | LPEKPHPATA |  | AATLSSMGAV |  | FILMKSALGA |  | GLLNFPWAFS |
| KAGGVVPAFL |  | VELVSLVFLI |  | SGLVILGYAA |  | AVSGQATYQG |  | VVRGLCGPAI |
| GKLCEACFLL |  | NLLMISVAFL |  | RVIGDQLEKL |  | CDSLLSGTPP |  | APQPWYADQR |
| FTLPLLSVLV |  | ILPLSAPREI |  | AFQKYTSILG |  | TLAACYLALV |  | ITVQYYLWPQ |
| GLVRESHPSL |  | SPASWTSVFS |  | VFPTICFGFQ |  | CHEAAVSIYC |  | SMRKRSLSHW |
| ALVSVLSLLA |  | CCLIYSLTGV |  | YGFLTFGTEV |  | SADVLMSYPG |  | NDMVIIVARV |
| LFAVSIVTVY |  | PIVLFLGRSV |  | MQDFWRRSCL |  | GGWGPSALAD |  | PSGLWVRMPL |
| TILWVTVTLA |  | MALFMPDLSE |  | IVSIIGGISS |  | FFIFIFPGLC |  | LICAMGVEPI |
| GPRVKCCLEV |  | WGVVSVLVGT |  | FIFGQSTAAA |  | VWEMF      |  |            |

A: Аланін

C: Цистеїн

D: Аспарагінова кислота

E: Глутамінова кислота

F: Фенілаланін

G: Гліцин

H: Гістидин

I: Ізолейцин

K: Лізин

L: Лейцин

M: Метіонін

N: Аспарагін

P: Пролін

Q: Глутамін

R: Аргінін

S: Серин

T: Треонін

V: Валін

W: Триптофан

Задіяний у таких біологічних процесах, як транспорт іонів, транспорт, транспорт натрію, транспорт амінокислот. 
Білок має сайт для зв'язування з іоном натрію. 
Локалізований у мембрані.